# Loïc Matile
Loïc Matile, né à Nantes le 26 juin 1938 et mort à Paris (13e arrondissement) le 10 juin 2000 est un entomologiste français spécialisé dans l'étude des diptères. 

## Biographie
Loïc Matile est un animateur du laboratoire d'entomologie du Muséum national d'histoire naturelle de Paris durant plus de 30 années. Il y entretient et pérennise les larges collections de diptères (en particulier celles de Macquart et Meigen) et travaille essentiellement sur la systématique. En ce sens, il poursuit fidèlement les travaux d'Eugène Séguy. À partir de 1978, il met en place les bases de la phylogénie cladistique en France selon les préceptes de Willi Hennig. Ces travaux le mènent à explorer également la biogéographie et l'évolution et plus spécifiquement celles des Keroplatidae. Sur cette base, il propose l'hypothèse de l'expansion terrestre et remet en cause le paradigme de la tectonique globale. Néanmoins, il travaille également sur les Bolitophilidae, les Diadocidiidae, les Lygistorrhinidae et les Mycetophilidae. Ses spécialités le mènent à fonder la Société Française de Systématique dont il fut le premier président en 1984.

## Publications
en tant qu'auteur
- « Morphologie et biologie d'un insecte diptère cavernicole "Speolepta leptogaster" Winnertz ("Mycetophilidae") », Éditions du Muséum, 1962
- Avec W.A. Steffan & R.J. Gagné, « Familles Mycetophilidae, Sciaridae et Cecidomyiidae ». In Evenhuis, Éditions N.L., Catalog of the Diptera of Australasia and Oceania. Bishop Museum Special Publication 86, 1989
- « Recherches sur la systématique et l'évolution des Keroplatidae : Diptera, Mycetophiloidea », illustrations par Gilbert Hodebert, Éditions du Muséum, 1990, 682 pages,  (ISBN 2-85653-173-3)
- « Les diptères d'Europe occidentale, volume I », aquarelles et dessins par E. Séguy, Éditions Boubée, 1993 (et 2000), 439 pages,  (ISBN 2-85004-075-4)
- « Les diptères d'Europe occidentale, volume II », aquarelles et dessins par E. Séguy, Éditions Boubée, 1995, 381 pages,  (ISBN 2-85004-076-2)

en tant que directeur de publication
- « Faune entomologique de l'archipel des Comores », Éditions du Muséum, 1978, 388 pages,
- « Zoologia Neocaledonica. Volume 3 », Éditions du Muséum, 1993, 218 pages  (ISBN 2-85653-205-5)
- « Zoologia Neocaledonica. Volume 4 », Éditions du Muséum, 1997, 399 pages  (ISBN 2-85653-505-4)

en tant que traducteur
- Systématique et biogéographie historique : textes historiques et méthodologiques, traduction et adaptation de P. Janvier, L. Matile et T. Bourgoin, Société française de systématique, 1991, 109 pages,  (ISBN 2-906892-06-8)